# Ojaküla (Hiiumaa)
Ojaküla is een plaats in de Estlandse gemeente Hiiumaa, provincie Hiiumaa. De plaats heeft de status van dorp (Estisch: küla).
De plaats ging in 2013 bij de opheffing van de gemeente Kõrgessaare naar de gemeente Hiiu en in 2017 bij de opheffing van de gemeente Hiiu naar de gemeente Hiiumaa.

## Bevolking
Het dorp had 10 inwoners op 31 december 2011 en 7 inwoners op 31 december 2021.

## Ligging
Ojaküla ligt op het schiereiland Kõpu tussen twee natuurgebieden, het Kõpu-Vaessoo hoiuala (1,42 km²) in het noorden en het Kõpu looduskaitseala (30,64 km²) in het zuiden. De naam betekent ‘beekdorp’. De beek is de Ojaküla oja, een smal stroompje met een lengte van 4,3 km, dat bij Kaleste in de Oostzee uitkomt en bij een onderzoek in 2012 al vrijwel opgedroogd was.

## Geschiedenis
Ojaküla werd voor het eerst genoemd in 1535 onder de naam Hannus van Oakulle, een boerderij in de Wacke Korkeszar. Een Wacke was een administratieve eenheid voor een groep boeren met gezamenlijke verplichtingen. Korkeszar, de hoofdplaats van de Wacke, is het huidige Kõrgessaare. In 1688 heette het dorp Oyakülla; de Wacke Korkeszar was in 1633 omgezet in het landgoed Hohenholm. In 1798 was Ojakül een veehouderij op dat landgoed. In de 19e eeuw verdween Ojaküla.
In de jaren twintig van de 20e eeuw ontstond een nederzetting op het land van Kõpu, dat ook een veehouderij onder Hohenholm was geweest. In 1939 waren er plannen om deze nederzetting Ojaküla te noemen, naar het verdwenen dorp. Tot in 1997 bleef Ojaküla echter onder het dorp Kõpu vallen. Pas in dat jaar werd het dorp van Kõpu afgesplitst en kreeg het officieel de naam Ojaküla.